# Catedral de Nuuk
A catedral de Nuuk (em gronelandês: Annaassisitta Oqaluffia) é uma catedral luterana em Nuuk, a capital da Gronelândia. Foi estabelecida em 1849.

## Galeria

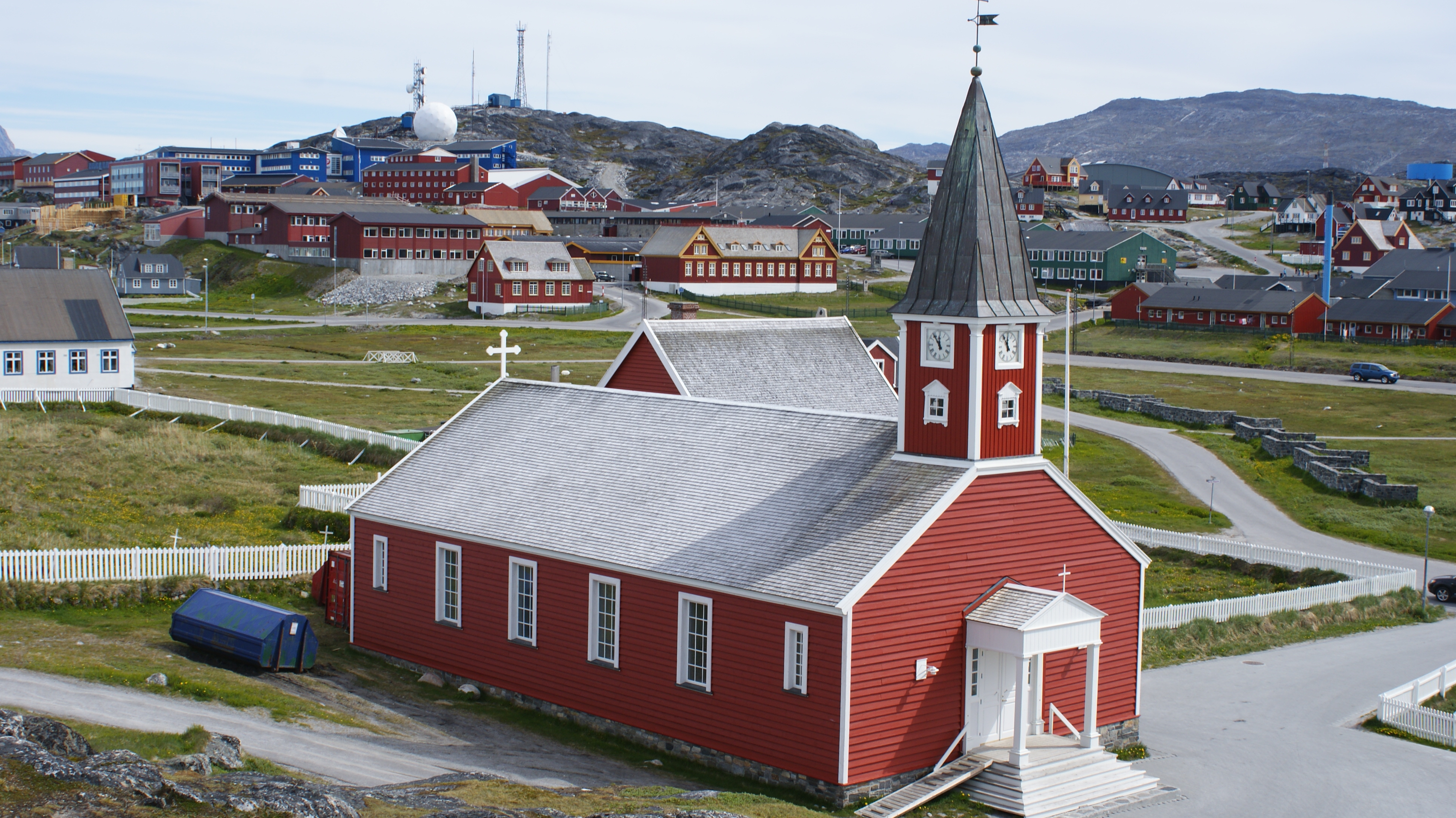
A igreja
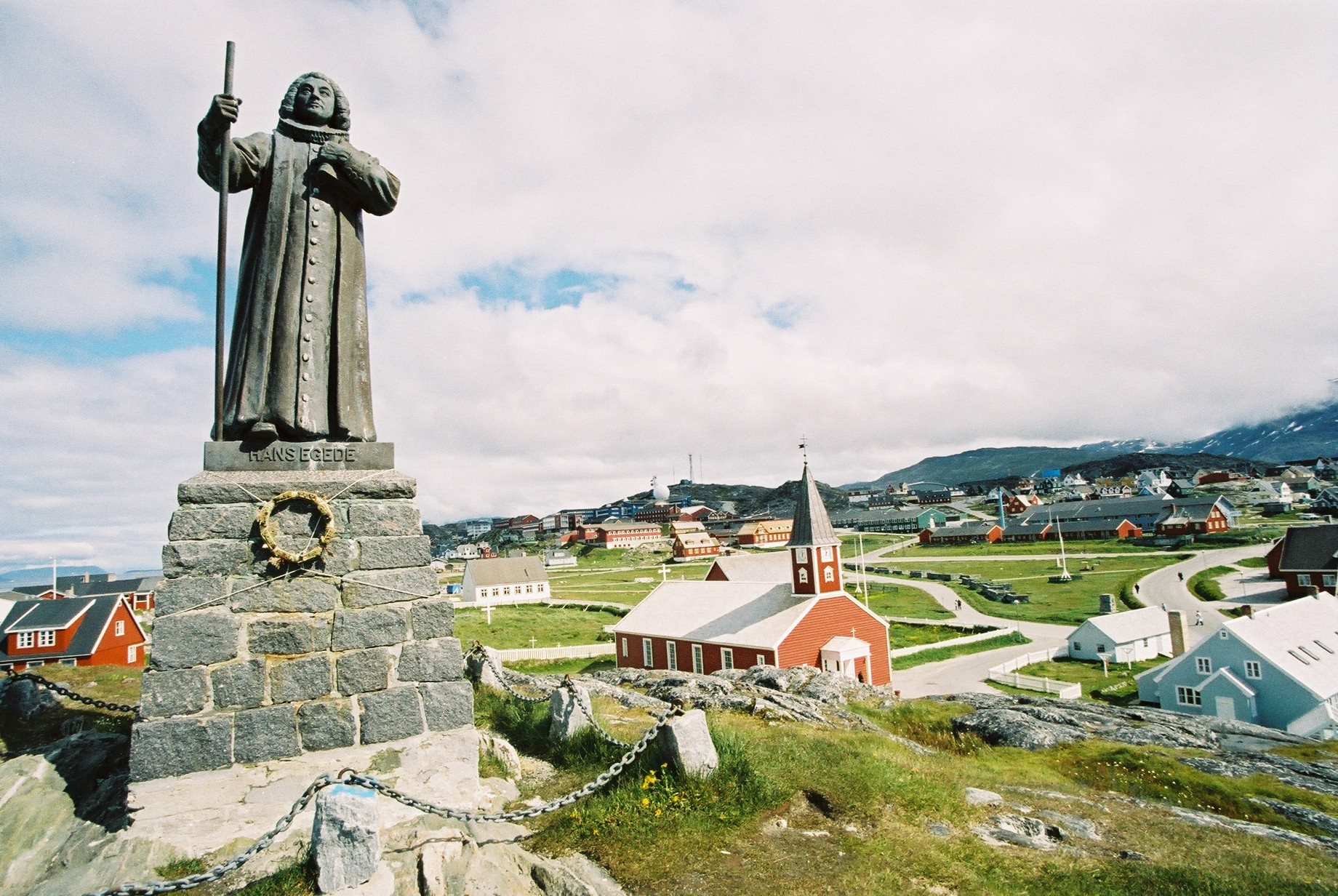
A estátua de Hans Egede com a igreja ao fundo